# Kreis Lennep
Der Kreis Lennep war von 1816 bis 1929 ein Landkreis im preußischen Regierungsbezirk Düsseldorf, zunächst innerhalb der Provinz Jülich-Kleve-Berg und ab 1822 der Rheinprovinz. Vorher hatte das Kreisgebiet zum Herzogtum bzw. Großherzogtum Berg gehört. Kreisstadt war Lennep.

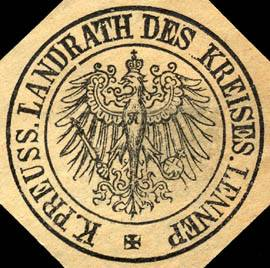
Siegelmarke des Landrats

## Verwaltungsgeschichte
Das Herzogtum Berg wurde 1806 an Frankreich abgetreten und Napoleon Bonaparte bildete daraus das Großherzogtum Berg unter seinem Schwager Joachim Murat. Bald nach der Völkerschlacht bei Leipzig löste sich das Großherzogtum auf. Die meisten Landesteile fielen durch den Wiener Kongress Preußen zu. Es bildete mit den anderen Teilen der preußischen Besitzungen auf dem linken und rechten Rheinufer die Provinz Jülich-Kleve-Berg, die 1822 mit der ebenfalls 1815 gebildeten Provinz Großherzogtum Niederrhein zur Rheinprovinz vereinigt wurde.
Im Rahmen dieser Neuordnung wurde 1816 auch der Kreis Lennep gegründet. Er setzte sich anfänglich aus acht in der Franzosenzeit gegründeten Bürgermeistereien zusammen. Im Jahre 1820 wurde außerdem die Bürgermeisterei Burg aus dem benachbarten Kreis Solingen in den Kreis Lennep umgegliedert. Der Kreis war danach wie folgt gegliedert:
| Bürgermeisterei | Städte, Kirchspiele, Honnschaften und größere Ortschaften |
| --------------- | --- |
| Burg            | Stadt Burg an der Wupper |
| Dabringhausen   | Kirchspiel Dabringhausen, Kirchspiel Dhünn, Honnschaft Niederwermelskirchen |
| Hückeswagen     | Stadt Hückeswagen und Außenbürgerschaft Hückeswagen mit der Berghausener, der Großen, der Herdingsfelder und der Lüdorfer Honnschaft                                                                         |
| Lennep          | Stadt Lennep, Außenbürgerschaft Lennep |
| Lüttringhausen  | Stadt Lüttringhausen, Honnschaft Lüttringhausen, Honnschaft Garschagen mit Frielinghausen und Herbringhausen, Honnschaft Walbrecken, Honnschaft Hohenhagen, Flecken Beyenburg                                |
| Radevormwald    | Stadt Radevormwald, Kirchspiel Radevormwald mit Uelfe, Ispingrade, Heide, Herbeck, Honsberg, Önkfeld, Wönkhausen, Filde und Wellringrade, Kirchspiel Remlingrade mit Remlingrade, Vorm Baum und Herkingrade. |
| Remscheid       | Stadt Remscheid, Birgden, Bliedinghausen, Ehringhausen, Stachelhausen, Schüttendelle, Reinshagen, Fürberg, Hasten, Siepen                                                                                    |
| Ronsdorf        | Stadt Ronsdorf, Außenbürgerschaft Ronsdorf mit den Rotten Erbschlö, Holthausen, Scharpenacken, Marscheid, Blombach, Hülsberg, Boxberg, Stall und Heidt                                                       |
| Wermelskirchen  | Dorfhonnschaft Wermelskirchen, Oberhonnschaft Wermelskirchen, Fünfzehnhöfe |

Durch die Gemeindeordnung für die Rheinprovinz erhielten 1845 alle Orte, die einen eigenen Haushalt führten, den Status einer Gemeinde. Im Kreis Lennep wurden dabei nur die Bürgermeistereien Dabringhausen und Wermelskirchen in verschiedene Gemeinden untergliedert; die übrigen Bürgermeistereien bildeten jeweils nur eine einzige Land- oder Stadtgemeinde. Die Städte des Kreises erhielten in den 1850er Jahren die Rheinische Städteordnung. Der Kreis war seitdem wie folgt gegliedert:
| Bürgermeisterei   | Städte und Gemeinden                         |
| ----------------- | -------------------------------------------- |
| Burg              | Burg an der Wupper                           |
| Dabringhausen     | Dabringhausen, Dhünn, Niederwermelskirchen   |
| Hückeswagen-Stadt | Hückeswagen                                  |
| Hückeswagen-Land  | Landgemeinde Hückeswagen                     |
| Lennep            | Lennep                                       |
| Lüttringhausen    | Lüttringhausen                               |
| Radevormwald      | Radevormwald                                 |
| Remscheid         | Remscheid                                    |
| Ronsdorf          | Ronsdorf                                     |
| Wermelskirchen    | Dorfhonnschaft, Oberhonnschaft, Fünfzehnhöfe |

Dorfhonnschaft, Oberhonnschaft und Niederwermelskirchen wurden 1873 zur Gemeinde Wermelskirchen zusammengeschlossen. Dabei wurden Teile von Niederwermelskirchen an Dhünn und von Oberhonnschaft an Remscheid abgegeben. Noch im selben Jahr wurden Wermelskirchen zur Stadt sowie die Gemeinde Fünfzehnhöfe zu einer eigenen Bürgermeisterei erhoben.
Am 1. Januar 1888 schied die Stadt Remscheid als Stadtkreis aus dem Kreis aus. Etwa ab 1890 wurde der Name Neuhückeswagen für die Landbürgermeisterei bzw. die Landgemeinde Hückeswagen verwendet.
Die Gemeinde Fünfzehnhöfe wurde 1906 in die Stadt Lennep eingemeindet. Im Jahre 1920 wurde Neuhückeswagen in die Stadt Hückeswagen eingemeindet.
Durch das Gesetz über die kommunale Neugliederung des rheinisch-westfälischen Industriegebietes wurde der Kreis Lennep am 1. August 1929 aufgelöst:
- Lennep wurde zum größten Teil in die Stadt Remscheid eingemeindet. Ein Teil kam zu Radevormwald.
- Lüttringhausen wurde zum größten Teil in die Stadt Remscheid eingemeindet. Beyenburg, Linde und Orte auf der Ronsdorfer Höhe wurden von Lüttringhausen abgetrennt und kam zur neuen kreisfreien Stadt Wuppertal.
- Ronsdorf wurde in die kreisfreie Stadt Wuppertal eingemeindet.
- Burg an der Wupper, Dabringhausen, Dhünn, Hückeswagen, Radevormwald und Wermelskirchen wurden dem neuen Kreis Solingen-Lennep zugeordnet, der 1931 in Rhein-Wupper-Kreis umbenannt wurde.

Die Grenzen entsprechen mit Ausnahme von Beyenburg denen des evangelischen Kirchenkreises Lennep.

## Einwohnerentwicklung
| Jahr | Einwohner | Quelle |
| ---- | --------- | ------ |
| 1819 | 44.639    | [ 10 ] |
| 1825 | 48.970    | [ 11 ] |
| 1835 | 57.291    | [ 11 ] |
| 1871 | 82.123    | [ 12 ] |
| 1880 | 94.351    | [ 12 ] |
| 1890 | 73.044    | [ 13 ] |
| 1900 | 77.438    | [ 13 ] |
| 1910 | 85.316    | [ 13 ] |
| 1925 | 85.720    | [ 13 ] |

## Landräte
- 1816–1817: Franz Joseph von Ritz
- 1817–1824: Friedrich Heydweiller
- 1825–1866: Emil von Bernuth
- 1866:–9999 Gustav Petersen (vertretungsweise)
- 1866–1882: Lambert Rospatt
- 1870–1871: Johann Daniel Fuhrmann (vertretungsweise)
- 1871–1872: Walther Jentzsch (vertretungsweise)
- 1882–1899: Richard Koenigs
- 1900–1923: Friedrich Hentzen
- 1923:–9999 Müller (vertretungsweise)
- 1923–1929: Ludwig Beckhaus

## Materialien
Archivalien zum Kreis Lennep befinden sich im Landesarchiv NRW, Bestand LA Lennep, im Archiv des Rheinisch-Bergischen Kreises und im Archiv des ehemaligen Rhein-Wupper-Kreises im Stadtarchiv Leverkusen.